# Kitty Kat/Diskografie
Diese Diskografie ist eine Übersicht über die musikalischen Werke der deutschen Rapperin sowie Liedtexterin Kitty Kat und ihrer Pseudonyme wie Brooke Skillz. Als Autorin wirkt sie auch unter ihrem bürgerlichen Namen Katharina Löwel. Ihre erfolgreichste Veröffentlichung ist die Autorenbeteiligung Nie vergessen (Glasperlenspiel) mit über 150.000 verkauften Einheiten.

## Alben

### Studioalben
| Jahr | Titel Musiklabel                           | Höchstplatzierung, Gesamtwochen, AuszeichnungChartplatzierungen (Jahr, Titel, Musiklabel, Platzierungen, Wochen, Auszeichnungen, Anmerkungen) | Höchstplatzierung, Gesamtwochen, AuszeichnungChartplatzierungen (Jahr, Titel, Musiklabel, Platzierungen, Wochen, Auszeichnungen, Anmerkungen) | Höchstplatzierung, Gesamtwochen, AuszeichnungChartplatzierungen (Jahr, Titel, Musiklabel, Platzierungen, Wochen, Auszeichnungen, Anmerkungen) | Anmerkungen                             |
| Jahr | Titel Musiklabel                           | DE | AT | CH | Anmerkungen                             |
| ---- | ------------------------------------------ | --- | --- | --- | --------------------------------------- |
| 2009 | Miyo! Urban Records (UMG)                  | DE29 (2 Wo.)DE | AT51 (2 Wo.)AT | — | Erstveröffentlichung: 4. September 2009 |
| 2011 | Pink Mafia Urban Records (UMG)             | DE71 (1 Wo.)DE | — | — | Erstveröffentlichung: 18. März 2011     |
| 2014 | Kattitude Moow Records (Tonpool)           | — | — | — | Erstveröffentlichung: 21. März 2014     |
| 2018 | Love & Hip-Hop Big Boy Entertainment (BBE) | — | — | — | Erstveröffentlichung: 12. Oktober 2018  |
| 2024 | Eine Frau ein Wort Selbstverlag            | — | — | — | Erstveröffentlichung: 8. März 2024      |

### Mixtapes
| Jahr | Titel Musiklabel                          | Anmerkungen                         |
| ---- | ----------------------------------------- | ----------------------------------- |
| 2012 | Dirty Mixtape Deinemama Records (Tonpool) | Erstveröffentlichung: 30. März 2012 |

## Singles

### Als Leadmusikerin
| Jahr | Titel Album                    | Höchstplatzierung, Gesamtwochen, AuszeichnungChartplatzierungen (Jahr, Titel, Album, Platzierungen, Wochen, Auszeichnungen, Anmerkungen) | Höchstplatzierung, Gesamtwochen, AuszeichnungChartplatzierungen (Jahr, Titel, Album, Platzierungen, Wochen, Auszeichnungen, Anmerkungen) | Höchstplatzierung, Gesamtwochen, AuszeichnungChartplatzierungen (Jahr, Titel, Album, Platzierungen, Wochen, Auszeichnungen, Anmerkungen) | Anmerkungen                                             |
| Jahr | Titel Album                    | DE | AT | CH | Anmerkungen                                             |
| ---- | ------------------------------ | --- | --- | --- | ------------------------------------------------------- |
| 2009 | Bitchfresse (L.M.S.) Miyo!     | — | — | — | Erstveröffentlichung: 31. Juli 2009                     |
| 2009 | Braves Mädchen Miyo!           | DE58 (4 Wo.)DE | AT54 (2 Wo.)AT | — | Erstveröffentlichung: 18. August 2009                   |
| 2011 | Fliegen üben Pink Mafia        | — | — | — | Erstveröffentlichung: 4. März 2011 feat. Megaloh        |
| 2011 | Endgeil Pink Mafia             | — | — | — | Erstveröffentlichung: 27. Mai 2011                      |
| 2012 | Biatch Dirty Mixtape           | — | — | — | Erstveröffentlichung: 24. Februar 2012                  |
| 2012 | Wie soll ich –                 | — | — | — | Erstveröffentlichung: 13. Juli 2012                     |
| 2014 | Eine unter Millionen Kattitude | — | — | — | Erstveröffentlichung: 21. Februar 2014                  |
| 2014 | Hochhaus Kattitude             | — | — | — | Erstveröffentlichung: 19. September 2014                |
| 2018 | Narben Love & Hip-Hop          | — | — | — | Erstveröffentlichung: 31. August 2018                   |
| 2019 | Tic Tac Toe –                  | — | — | — | Erstveröffentlichung: 26. Juli 2019                     |
| 2019 | Fuckboy –                      | — | — | — | Erstveröffentlichung: 30. August 2019 feat. Ben Mood    |
| 2019 | Mein Type –                    | — | — | — | Erstveröffentlichung: 20. September 2019                |
| 2020 | Nur dich –                     | — | — | — | Erstveröffentlichung: 17. April 2020                    |
| 2020 | Ich bin nicht deins –          | — | — | — | Erstveröffentlichung: 8. Mai 2020                       |
| 2020 | Gummiboot –                    | — | — | — | Erstveröffentlichung: 5. Juni 2020                      |
| 2020 | Früher oder später –           | — | — | — | Erstveröffentlichung: 19. Juni 2020                     |
| 2020 | Nasty Shit –                   | — | — | — | Erstveröffentlichung: 31. Juli 2020 mit DJ Rapture      |
| 2020 | Booty Bounce –                 | — | — | — | Erstveröffentlichung: 11. September 2020 mit DJ Rapture |
| 2020 | Gangsta Boo –                  | — | — | — | Erstveröffentlichung: 9. Oktober 2020                   |
| 2020 | Faded –                        | — | — | — | Erstveröffentlichung: 30. Oktober 2020 mit DJ Rapture   |
| 2020 | Puta –                         | — | — | — | Erstveröffentlichung: 11. Dezember 2020                 |
| 2021 | Lass mich! –                   | — | — | — | Erstveröffentlichung: 29. Januar 2021                   |
| 2021 | Endstufensound –               | — | — | — | Erstveröffentlichung: 24. April 2021 mit Negosun        |
| 2021 | Big City –                     | — | — | — | Erstveröffentlichung: 25. Juni 2021                     |
| 2021 | Thug –                         | — | — | — | Erstveröffentlichung: 16. Juli 2021                     |
| 2022 | Ha ha ha –                     | — | — | — | Erstveröffentlichung: 22. April 2022                    |
| 2022 | Copy, Paste –                  | — | — | — | Erstveröffentlichung: 22. Juli 2022                     |
| 2022 | Masterplan –                   | — | — | — | Erstveröffentlichung: 7. Oktober 2022                   |
| 2023 | Drank. –                       | — | — | — | Erstveröffentlichung: 20. Januar 2023                   |
| 2023 | Mit mir –                      | — | — | — | Erstveröffentlichung: 17. Februar 2023 mit Zara         |
| 2023 | Bandana Chicks –               | — | — | — | Erstveröffentlichung: 31. März 2023                     |

### Als Gastmusikerin
| Jahr | Titel Album                                           | Höchstplatzierung, Gesamtwochen, AuszeichnungChartplatzierungen (Jahr, Titel, Album, Platzierungen, Wochen, Auszeichnungen, Anmerkungen) | Höchstplatzierung, Gesamtwochen, AuszeichnungChartplatzierungen (Jahr, Titel, Album, Platzierungen, Wochen, Auszeichnungen, Anmerkungen) | Höchstplatzierung, Gesamtwochen, AuszeichnungChartplatzierungen (Jahr, Titel, Album, Platzierungen, Wochen, Auszeichnungen, Anmerkungen) | Anmerkungen                                                                             |
| Jahr | Titel Album                                           | DE | AT | CH | Anmerkungen                                                                             |
| ---- | ----------------------------------------------------- | --- | --- | --- | --------------------------------------------------------------------------------------- |
| 2009 | Beweg dein Arsch Ich und meine Maske (Deluxe Edition) | DE17 (10 Wo.)DE | AT34 (11 Wo.)AT | CH100 (1 Wo.)CH | Erstveröffentlichung: 21. Januar 2009 Sido feat. Tony D & Kitty Kat                     |
| 2010 | Vogel flieg Silla Instinkt                            | — | — | — | Erstveröffentlichung: 17. Dezember 2010 Silla feat. Kitty Kat                           |
| 2014 | Alles gegeben –                                       | — | — | — | Erstveröffentlichung: 15. Juli 2014 M.D. feat. Kitty Kat                                |
| 2018 | BMW –                                                 | — | — | — | Erstveröffentlichung: 21. Januar 2018 2Hermanoz feat. Kitty Kat                         |
| 2019 | Unter uns –                                           | — | — | — | Erstveröffentlichung: 12. November 2019 Reza feat. Kitty Kat                            |
| 2020 | Unaufhaltbar –                                        | — | — | — | Erstveröffentlichung: 25. Juni 2020 2Hermanoz feat. Kitty Kat                           |
| 2020 | I Love U –                                            | — | — | — | Erstveröffentlichung: 23. Juli 2020 2Hermanoz feat. Kitty Kat                           |
| 2020 | Hey Mister –                                          | — | — | — | Erstveröffentlichung: 4. September 2020 DJ Teddy-O feat. Kitty Kat                      |
| 2021 | Be a Hoe/Break a Hoe Bitches brauchen Rap             | DE1 (5 Wo.)DE | AT7 Gold · (4 Wo.)AT | CH16 (3 Wo.)CH | Erstveröffentlichung: 29. Oktober 2021 Verkäufe: + 15.000; Shirin David feat. Kitty Kat |
| 2023 | Hot or Not Phoenix                                    | DE1 (1 Wo.)DE | — | — | Erstveröffentlichung: 26. Mai 2023 Twenty4tim feat. Kitty Kat                           |

## Musikvideos
| Jahr | Titel                       | Regisseur(e)                    |
| ---- | --------------------------- | ------------------------------- |
| 2008 | 5 krasse Rapper             |                                 |
| 2009 | Beweg dein Arsch            | Sebastian Therre                |
| 2009 | Bitchfresse (L.M.S.)        | Katja Kuhl                      |
| 2009 | Braves Mädchen              | Jirko Krah                      |
| 2009 | Ich steh wieder auf         | Lennart Brede                   |
| 2010 | Vogel flieg                 |                                 |
| 2011 | Fliegen üben                | Katja Kuhl                      |
| 2011 | Endgeil                     |                                 |
| 2012 | Biatch                      |                                 |
| 2012 | 808                         |                                 |
| 2012 | Verzeih mir                 |                                 |
| 2014 | Eine unter Millionen        |                                 |
| 2014 | Aus und vorbei              |                                 |
| 2015 | Ghetto Shit                 |                                 |
| 2016 | Gemachte Rapper             |                                 |
| 2016 | Homerun                     |                                 |
| 2016 | Bück dich                   |                                 |
| 2016 | Medina                      |                                 |
| 2016 | Freak                       | Axel Foley                      |
| 2018 | Ich und meine Bae           |                                 |
| 2018 | Halt die Fresse 412         |                                 |
| 2018 | Narben                      |                                 |
| 2018 | Wie man mich bekommt        |                                 |
| 2019 | Tic Tac Toe                 |                                 |
| 2019 | Unter uns                   | Frame Media                     |
| 2020 | Nur dich                    | Alexander Charlet, Fedor Janßen |
| 2020 | Nasty Shit                  | RN Media Films                  |
| 2020 | Booty Bounce                | Kr8digger                       |
| 2021 | Be a Hoe/Break a Hoe        | All Different                   |
| 2022 | Ha ha ha                    | Mikis Fontagnier                |
| 2022 | Masterplan                  | Olivia Rudnitzky                |
| 2023 | Bandana Chicks              | Sven Gillert                    |
| 2023 | Hot or Not                  | Olivia Rudnitzky                |
| 2023 | Meine Lieblingsrapper/innen | Kuro Arashi                     |

## Autorenbeteiligungen
| Jahr | Titel Interpretation                              | Höchstplatzierung, Gesamtwochen, AuszeichnungChartplatzierungen (Jahr, Titel, Interpretation, Platzierungen, Wochen, Auszeichnungen, Anmerkungen) | Höchstplatzierung, Gesamtwochen, AuszeichnungChartplatzierungen (Jahr, Titel, Interpretation, Platzierungen, Wochen, Auszeichnungen, Anmerkungen) | Höchstplatzierung, Gesamtwochen, AuszeichnungChartplatzierungen (Jahr, Titel, Interpretation, Platzierungen, Wochen, Auszeichnungen, Anmerkungen) | Anmerkungen                                              |
| Jahr | Titel Interpretation                              | DE | AT | CH | Anmerkungen                                              |
| ---- | ------------------------------------------------- | --- | --- | --- | -------------------------------------------------------- |
| 2009 | Beweg dein Arsch Sido feat. Tony D & Kitty Kat    | DE17 (10 Wo.)DE | AT34 (11 Wo.)AT | CH100 (1 Wo.)CH | Erstveröffentlichung: 21. Januar 2009                    |
| 2009 | Braves Mädchen Kitty Kat                          | DE58 (4 Wo.)DE | AT54 (2 Wo.)AT | — | Erstveröffentlichung: 18. August 2009                    |
| 2012 | Freundschaft Glasperlenspiel                      | DE17 (12 Wo.)DE | AT47 (5 Wo.)AT | CH66 (1 Wo.)CH | Erstveröffentlichung: 24. August 2012                    |
| 2013 | Nie vergessen Glasperlenspiel                     | DE9 Gold · (24 Wo.)DE | AT43 (3 Wo.)AT | — | Erstveröffentlichung: 26. April 2013 Verkäufe: + 150.000 |
| 2013 | Pendel Yvonne Catterfeld                          | DE59 (4 Wo.)DE | — | — | Erstveröffentlichung: 8. November 2013                   |
| 2016 | Nie vergessen Fuju feat. Joel Brandenstein        | DE69 (1 Wo.)DE | — | — | Erstveröffentlichung: 29. April 2016                     |
| 2018 | Royals & Kings Glasperlenspiel feat. Summer Cem   | DE70 (5 Wo.)DE | — | — | Erstveröffentlichung: 2. März 2018                       |
| 2021 | Be a Hoe/Break a Hoe Shirin David feat. Kitty Kat | DE1 (5 Wo.)DE | AT7 (4 Wo.)AT | CH16 (3 Wo.)CH | Erstveröffentlichung: 29. Oktober 2021                   |
| 2022 | Gönn dir Twenty4tim                               | DE1 (3 Wo.)DE | AT17 (2 Wo.)AT | CH88 (1 Wo.)CH | Erstveröffentlichung: 29. September 2022                 |
| 2023 | Hot or Not Twenty4tim feat. Kitty Kat             | DE1 (1 Wo.)DE | — | — | Erstveröffentlichung: 26. Mai 2023                       |

## Sonderveröffentlichungen
| Jahr | Titel Album                                                              | Anmerkungen |
| ---- | ------------------------------------------------------------------------ | --- |
| 2006 | Die Blöcke der Stadt Geschäft ist Geschäft                               | Erstveröffentlichung: 27. Oktober 2006 Frauenarzt feat. MC Bogy, Colos & Kitty Kat                                  |
| 2006 | Ficken Ich                                                               | Erstveröffentlichung: 1. Dezember 2006 Sido feat. Kitty Kat                                                         |
| 2006 | Mach keine Faxen Ich                                                     | Erstveröffentlichung: 1. Dezember 2006 Sido feat. Kitty Kat                                                         |
| 2007 | Das Eine Eine Hand wäscht die Andere                                     | Erstveröffentlichung: 20. April 2007 Sido feat. Kitty Kat                                                           |
| 2007 | Szenario Neger Neger                                                     | Erstveröffentlichung: 27. April 2007 B-Tight feat. Kitty Kat                                                        |
| 2007 | Real Bitch (RMX) Brennpunkt Berlin: VS Features, Vol. 1                  | Erstveröffentlichung: 22. Juni 2007 VS Mafia feat. Kitty Kat                                                        |
| 2007 | Keiner kann was machen Ghetto Romantik                                   | Erstveröffentlichung: 5. Oktober 2007 B-Tight feat. Tony D, Fler, Kitty Kat & Sido                                  |
| 2007 | In Club Totalschaden (Premium Edition)                                   | Erstveröffentlichung: 14. September 2007 Tony D feat. Harris & Kitty Kat                                            |
| 2007 | Knochen gebrochen Totalschaden (Premium Edition)                         | Erstveröffentlichung: 14. September 2007 Tony D feat. B-Tight, Kitty Kat & Sido                                     |
| 2008 | Aggrokalypse Ich und meine Maske                                         | Erstveröffentlichung: 30. Mai 2008 Sido feat. B-Tight, Fler & Kitty Kat                                             |
| 2008 | Beweg dein Arsch Ich und meine Maske (Deluxe Edition)                    | Erstveröffentlichung: 30. Mai 2008 • 3. Oktober 2008 Sido feat. Tony D & Kitty Kat                                  |
| 2008 | Strip für mich Ich und meine Maske                                       | Erstveröffentlichung: 30. Mai 2008 Sido feat. Kitty Kat                                                             |
| 2008 | Hungrig Deutsch-Rap-Hooligan                                             | Erstveröffentlichung: 8. August 2008 Joe Rilla feat. Kitty Kat                                                      |
| 2009 | Hey hey hey The Album                                                    | Erstveröffentlichung: 13. März 2009 Sir Colin feat. Tony D, Kitty Kat & Sido                                        |
| 2009 | 2 krasse Rapper Für die Gegnaz!                                          | Erstveröffentlichung: 11. September 2009 Tony D feat. Sido                                                          |
| 2009 | Ruf mich Aggro Berlin                                                    | Erstveröffentlichung: 30. Oktober 2009 Sido feat. Bintia & Kitty Kat                                                |
| 2010 | Immer wenn ich rhyme (Mammut Remix) John Bello Story III (Essah Edition) | Erstveröffentlichung: 12. März 2010 Kool Savas feat. Verschiedene Interpreten                                       |
| 2010 | Mehr Tränen (Allstar Remix) M. Bilal 2010 – Shisha Café Edition          | Erstveröffentlichung: 4. April 2010 Manuellsen feat. Verschiedene Interpreten                                       |
| 2010 | Eine Chance M. Bilal 2010                                                | Erstveröffentlichung: 1. Oktober 2010 Manuellsen feat. Kitty Kat                                                    |
| 2011 | Vogel flieg Silla Instinkt                                               | Erstveröffentlichung: 4. März 2011 Silla feat. Kitty Kat                                                            |
| 2011 | Mehr Tränen (Allstar Remix) Hoodmoney Freetape                           | Erstveröffentlichung: 3. April 2011 KC Rebell feat. Verschiedene Interpreten                                        |
| 2012 | Es hört nicht auf Ehrensache                                             | Erstveröffentlichung: 27. April 2012 Alpa Gun feat. Kitty Kat                                                       |
| 2012 | Hör auf deinen Bauch Allstars                                            | Erstveröffentlichung: 25. Mai 2012 Kingsize & O-Luv feat. Kitty Kat                                                 |
| 2012 | Meine Stadt Tage des Stemmers                                            | Erstveröffentlichung: 10. November 2012 Felix Krull feat. Kitty Kat                                                 |
| 2013 | Lauf Krásný ztráty                                                       | Erstveröffentlichung: 12. Februar 2013 Tafrob feat. Kitty Kat                                                       |
| 2013 | Gut gelaunt Fiiling                                                      | Erstveröffentlichung: 10. Mai 2013 FII feat. Kitty Kat                                                              |
| 2013 | Keine Zeit BZ                                                            | Erstveröffentlichung: 25. Oktober 2013 Mosh36 feat. Kitty Kat                                                       |
| 2013 | Sextape Macher oder Träumer                                              | Erstveröffentlichung: 22. November 2013 Blut & Kasse feat. Kitty Kat                                                |
| 2014 | Mord und Todschlag MB3                                                   | Erstveröffentlichung: 6. Juni 2014 Manuellsen feat. Kitty Kat                                                       |
| 2014 | Ein letztes Mal Farben des Lebens                                        | Erstveröffentlichung: 25. Juli 2014 Amino feat. Kitty Kat                                                           |
| 2015 | Etwas Altes / Interlude Tag X                                            | Erstveröffentlichung: 29. Mai 2015 Glasperlenspiel feat. Kitty Kat                                                  |
| 2015 | Allstars Kätzchenfleisch                                                 | Erstveröffentlichung: 6. November 2015 Der Asiate feat. Aytee, Gio, Kitty Kat, Lumaraa, Petchino, Separate & Steasy |
| 2016 | Raiders Cap Asozialer Türke                                              | Erstveröffentlichung: 2. September 2016 Azab Ata feat. Kitty Kat                                                    |
| 2018 | Ciao Leben Almantape 2                                                   | Erstveröffentlichung: 1. Mai 2018 Felix Krull feat. Kitty Kat                                                       |
| 2020 | Mein e Freund in Bobby Dick                                              | Erstveröffentlichung: 20. März 2020 B-Tight feat. Kitty Kat                                                         |
| 2021 | Meine Zeit 15 (Best of 2006–2021)                                        | Erstveröffentlichung: 24. September 2021 DJ Sweap & DJ Pfund 500 feat. Kitty Kat                                    |
| 2021 | Be a Hoe/Break a Hoe Bitches brauchen Rap                                | Erstveröffentlichung: 19. November 2021 Shirin David feat. Kitty Kat                                                |
| 2023 | Meine Lieblingsrapper/innen Denk an mich                                 | Erstveröffentlichung: 30. Juni 2023 Der Asiate feat. Verschiedene Interpreten                                       |
| 2023 | Hot or Not Phoenix                                                       | Erstveröffentlichung: 15. September 2023 Twenty4tim feat. Kitty Kat                                                 |

| Jahr | Titel Album                               | Anmerkungen                                                                    |
| ---- | ----------------------------------------- | ------------------------------------------------------------------------------ |
| 2004 | Real Bitch Vatoz Music – Hauptstadt Flowz | Erstveröffentlichung: 4. Oktober 2004 als Brooke Skillz feat. Colos            |
| 2007 | New Kids on the Block Pt. II Juice CD #75 | Erstveröffentlichung: 18. Mai 2007 mit Verschiedenen Interpreten               |
| 2008 | 5 krasse Rapper Aggro Anti Ansage Nr. 8   | Erstveröffentlichung: 5. Dezember 2008 mit B-Tight, Tony D, Fler & Sido        |
| 2008 | Anti Ansage Aggro Anti Ansage Nr. 8       | Erstveröffentlichung: 5. Dezember 2008 mit B-Tight, Fler & Godsilla feat. Ozan |
| 2008 | Auf die Fresse Aggro Anti Ansage Nr. 8    | Erstveröffentlichung: 5. Dezember 2008 mit B-Tight, Tony D, Fler & Sido        |
| 2008 | Diese Stimme Aggro Anti Ansage Nr. 8      | Erstveröffentlichung: 5. Dezember 2008 mit Tony D & Fler feat. MC Basstard     |
| 2008 | Fiesta Aggro Anti Ansage Nr. 8            | Erstveröffentlichung: 5. Dezember 2008 mit Tony D                              |
| 2008 | Meine Jungs Aggro Anti Ansage Nr. 8       | Erstveröffentlichung: 5. Dezember 2008                                         |
| 2008 | Pussy Aggro Anti Ansage Nr. 8             | Erstveröffentlichung: 5. Dezember 2008                                         |
| 2008 | Scheiß egal Aggro Anti Ansage Nr. 8       | Erstveröffentlichung: 5. Dezember 2008 mit B-Tight, Tony D & Sido              |

| Jahr | Titel Soundtrack zu                            | Anmerkungen                           |
| ---- | ---------------------------------------------- | ------------------------------------- |
| 2010 | Umso mehr Bis aufs Blut – Brüder auf Bewährung | Erstveröffentlichung: 1. Oktober 2010 |

## Promoveröffentlichungen
| Jahr | Titel Album            | Anmerkungen                                                     |
| ---- | ---------------------- | --------------------------------------------------------------- |
| 2009 | Früher wart ihr Fans – | Erstveröffentlichung: März 2009 Fler feat. Godsilla & Kitty Kat |
| 2015 | Money Boy Disstrack –  | Erstveröffentlichung: 26. März 2015                             |

| Jahr | Titel Album                 | Anmerkungen                                                                   |
| ---- | --------------------------- | ----------------------------------------------------------------------------- |
| 2009 | Heiß Miyo!                  | Erstveröffentlichung: November 2009                                           |
| 2011 | Keiner kennt meinen Namen – | Erstveröffentlichung: 21. Oktober 2011 Original: Michael Holm – Mendocino     |
| 2020 | Mein e Freund in Bobby Dick | Erstveröffentlichung: 3. Januar 2020 B-Tight feat. Kitty Kat                  |
| 2022 | Fire in the Booth, Pt. 1 –  | Erstveröffentlichung: 19. September 2022 mit DJ Maxxx; Teil der „Hyped“-Reihe |

## Statistik

### Chartauswertung
|                     | DE    | AT    | CH    |
| ------------------- | ----- | ----- | ----- |
| Nummer-eins-Alben   | DE—DE | AT—AT | CH—CH |
| Top-10-Alben        | DE—DE | AT—AT | CH—CH |
| Alben in den Charts | DE2DE | AT1AT | CH—CH |

|                       | DE    | AT    | CH    |
| --------------------- | ----- | ----- | ----- |
| Nummer-eins-Singles   | DE2DE | AT—AT | CH—CH |
| Top-10-Singles        | DE2DE | AT1AT | CH—CH |
| Singles in den Charts | DE4DE | AT3AT | CH2CH |

|                       | DE     | AT    | CH    |
| --------------------- | ------ | ----- | ----- |
| Nummer-eins-Singles   | DE3DE  | AT—AT | CH—CH |
| Top-10-Singles        | DE4DE  | AT1AT | CH—CH |
| Singles in den Charts | DE10DE | AT6AT | CH4CH |

### Auszeichnungen für Musikverkäufe
Anmerkung: Auszeichnungen in Ländern aus den Charttabellen bzw. Chartboxen sind in ebendiesen zu finden.
| Land/RegionAuszeichnungen für Musikverkäufe (Land/Region, Auszeichnungen, Verkäufe, Quellen) | Gold     | Platin | Verkäufe | Quellen           |
| -------------------------------------------------------------------------------------------- | -------- | ------ | -------- | ----------------- |
| Deutschland (BVMI)                                                                           | Gold1    | —      | 150.000  | musikindustrie.de |
| Österreich (IFPI)                                                                            | Gold1    | —      | 15.000   | ifpi.at           |
| Insgesamt                                                                                    | 2× Gold2 | —      |          |                   |